# 钩状斑皿蛛
钩状斑皿蛛（学名：Lepthyphantes uncinatus）为皿蛛科斑皿蛛属的动物。在中国大陆，分布于天山等地。该物种的模式产地在天山。